# Tennis Borussia Berlin
Tennis Borussia Berlin – niemiecki klub piłkarski, grający obecnie w Regionallidze Nordost (odpowiednik czwartej ligi), mający siedzibę w Berlinie, w dzielnicy Westend.

## Historia
- 09.04.1902 – został założony jako Berliner Tennis-Club Borussia
- 1945 – został rozwiązany
- 1945 – został na nowo założony jako SG Charlottenburg
- 1949 – zmienił nazwę na Berliner Tennis-Club Borussia

Klub został założony w 1902 roku, a jego nazwa wzięła się od sekcji tenisa ziemnego i stołowego, które powstały jako pierwsze. W 1903 roku utworzono drużynę piłkarską, która zaczęła rywalizować z innym berlińskim rywalem, Herthą. W 1932 roku zespół po raz pierwszy wygrał mistrzostwo Berlina, a sukces ten powtórzył w 1941 roku, kiedy wygrał 8:2 z Herthą w rozgrywkach Gauligi.
Po II wojnie światowej TeBe stał się czołowym zespołem w Berlinie, ale nie zyskał miejsca w nowowpowstałej w 1963 roku profesjonalnej Bundeslidze. Grał głównie w drugiej lidze, jedynie w sezonach 1974/1975 i 1976/1977 zawitał do ekstraklasy. Natomiast w latach 80. Tennis Borussia balansowała pomiędzy Oberligą a Regionalligą.
W sezonie 1997/1998 do klub przejął nowy sponsor, który dokupił kilku zawodników po tym, jak TeBe zwyciężył w Regionallidze Nordost. W 1999 roku zespół był bliski awansu do pierwszej ligi, jednak zajął 6. pozycję. Rok później nie uzyskał licencji i został zdegradowany do Regionalligi. W sezonie 2000/2001 zajął w niej ostatnią pozycję i spadł do Oberligi Nordost-Nord. W sezonie 2010/2011 zajął w niej 14. pozycję i po przegranym barażu z SC Borea Dresden spadł do Berlin-Ligi (6. poziom), w której grał do sezonu 2014/2015, po którym powrócił do rozgrywek Oberligi.

## Sukcesy
- 17 sezonów w Oberlidze Berlin (1. poziom): 1946/47-1962/63.
- 2 sezony w Bundeslidze (1. poziom): 1974/75 i 1976/77
- 11 sezonów w Regionallidze Nord (2. poziom): 1963/64, 1973/74
- 5 sezonów w 2. Bundeslidze Nord (2. poziom): 1975/76, 1977/78, 1980/81
- 4 sezony w 2. Bundeslidze (2. poziom): 1985/86, 1993/94, 1998/99, 1999/00
- amatorskie mistrzostwo Niemiec: 1998
- mistrzostwo Berlina: 1932, 1941, 1947, 1950, 1951, 1952, 1958, 1965, 1974, 1982, 1985, 1991
- Puchar Berlina: 1931, 1949, 1951, 1963, 1964, 1965, 1973, 1985, 1993, 1995, 1996, 1998, 2000, 2002, 2005, 2006

## Reprezentanci kraju grający w klubie
- Hans Berndt
- Bernd Gersdorff
- Volkmar Groß
- Sepp Herberger
- Ditmar Jakobs
- Uwe Rösler
- Karl-Heinz Schnellinger
- Horst Assmy
- Rolf Fritzsche
- Bodo Rudwaleit
- Besart Berisha
- Bruno Akrapović
- Jasen Petrow
- Stanislav Levý
- Jan Suchopárek
- Bjarne Goldbæk
- Abdourahman Njie
- Momar Njie
- Rewaz Arweladze
- Sigurður Grétarsson
- Helgi Sigurðsson
- Borislav Đorđević
- Abderrahim Ouakili
- Sasza Ḱiriḱ
- Saszo Łazarewski
- Toni Miczewski
- Artim Shaqiri
- Goran Stankowski
- Geir Frigård
- Andrzej Kobylański
- Siergiej Kirjakow
- Ivan Kozák
- Andreas Hilfiker
- Marco Walker
- Benny Wendt
- Gyula Hajszán
- Wiktor Januszewski